# Roche Faurio
La Roche Faurio est un sommet du massif des Écrins qui culmine à 3 730 mètres d'altitude.

« La Roche Faurio se trouve à la jonction de trois arêtes: celle qui vient du Pic de Neige Cordier, celle qui, d'abord, vers l'ouest puis en vel arrondi vers le nord, va aboutir au sommet de la Grande Ruine, enfin celle qui au sud plonge sur le Col des Écrins et remonte hardiment vers la Barre des Écrins. Excellente situation qui permet une vue magnifique, non seulement sur la face nord des Écrins toute blanche, mais sur un vaste paysage de sommets et de vallées »

— Gaston Rébuffat

## Histoire
Première ascension de la voie Normale par Thomas Cox, Frederick Gardiner, R. et William Martin Pendlebury, Charles Taylor avec les guides suisses Hans et Peter Baumann, Peter Knubel, Josef Marie Lochmatter (de), le 21 juin 1873, à la descente, après être montés versant Bérarde par un couloir rocheux amenant à l'arête S.

## Voie d'accès
- Voie Normale par le pré de Madame Carle et le Glacier Blanc
- Couloir N de la Brèche de Tombe Murée par Villar-d'Arêne